# Susumu Tonegava
Susumu Tonegava (japonsko 利根川 進, Tonegava Susumu), japonski imunolog in nevrobiolog, nobelovec, * 6. september 1939, Nagoja, Japonska.
Tonegava je kot prvi Japonec prejel Nobelovo nagrado za fiziologijo ali medicino, za svoje odkritje kako je organizem sposoben ustvariti milijone različnih protiteles z omejenim naborom genov zanje.

## Življenje in delo
Tonegava se je rodil kot sin inženirja, ki je vzdrževal tekstilne stroje v različnih krajih po Japonski in družina se je veliko selila. Srednjo šolo je obiskoval v Tokiu, kjer ga je pričela zanimati kemija, zato je leta 1959 vpisal študij kemije na Univerzi v Kjotu. Med absolventskim stažem pa je njegovo pozornost pritegnila molekularna biologija, zato se je pridružil laboratoriju Itaruja Vatanabeja, enemu redkih v državi, ki so izvajali raziskave na tem področju. Vendar mu je Vatanabe svetoval, naj odide v ZDA zaradi neperspektivnih pogojev v laboratorijih povojne Japonske, vključno z njegovim.
Po diplomi leta 1963 je tako Tonegava odšel v ZDA, na tedaj ravno ustanovljeno Univerzo Kalifornije v San Diegu. Tu je študiral pod mentorstvom Masakija Hajašija in doktoriral leta 1968 z dizertacijo o nadzoru genskega prepisovanja pri bakteriofagih. Z delom na tem področju je nadaljeval tudi po doktoratu, najprej pri Hajašiju, nato pa pri Renatu Dulbeccu na Salkovem inštitutu za biološke študije. Konec leta 1970 je moral sodelovanje prekiniti, saj mu je potekel vizum za bivanje v ZDA in je moral vsaj za dve leti zapustiti državo preden bi lahko zaprosil za novega.
Po nasvetu Dulbecca je odšel na novoustanovljeni imunološki inštitut v švicarskem Baslu, čeprav ni imel praktično nobenih izkušenj na tem področju. Tu se je seznanil z enim najpomembnejših nerešenih vprašanj v imunologiji - o genetskem izvoru raznolikosti protiteles v osebku, ki se specifično vežejo na praktično vsak virus, bakterijo in drug mikroorganizem, s katerim pride osebek v stik, čeprav genski zapis zanje ni posebej obsežen. S sodelavci je izkoristil nove molekularne tehnike, kot je uporaba restrikcijskih encimov in rekombinantne DNK, ter primerjal genski zapis v celicah imunskega sistema zarodkov in odraslih živali. Ugotovili so, da se v limfocitih B, ki proizvajajo protitelesa, dogaja naključno prerazporejanje genskih fragmentov, kar je pojasnilo raznolikost produktov. Namesto dveh let je v Švici ostal do leta 1981.
Po vrnitvi v ZDA je dobil mesto predavatelja in vodje raziskovalne skupine na Centru za raziskave raka na Tehnološkem inštitutu Massachusettsa (MIT). Tu se je posvetil drugemu delu imunskega sistema, ki izkazuje podobno raznolikost, T-celičnim receptorjem na limfocitih T. V 1990. letih je znova menjal raziskovalno področje, tokrat se je preusmeril na nevrobiologijo in pričel raziskovati gensko osnovo učenja in spomina pri modelnih organizmih. Na MIT je ustanovil Picowerjev inštitut za učenje in spomin, ki ga je vodil do leta 2006. Takrat ga je univerzitetna komisija obtožila neprimernega ravnanja, ko je drug inštitut MIT ponudil zaposlitev podoktorski raziskovalki na sorodnem področju (odvrnil jo je od sprejetja ponudbe z ustrahovanjem da bo njuno raziskovalno delo v konfliktu, zaradi česar bo imela težave). Zato je odstopil kot direktor inštituta, še vedno pa tam deluje kot raziskovalec.

## Priznanja
Za razjasnitev vprašanja o raznolikosti protiteles, ki je dolga desetletja begalo imunologe, je prejel več priznanj, med njimi so pomembnejša nagrada Louise Gross Horwitz (1982), Laskerjeva nagrada za temeljne medicinske raziskave (1987) in Nobelova nagrada za fiziologijo ali medicino (1987). Sprejet je bil za tujega člana Nacionalne akademije znanosti ZDA ter rednega člana Ameriške akademije umetnosti in znanosti.